# Hipernatremia
Hipernatremia é uma concentração anormalmente alta de sódio no sangue. A principal consequência desse quadro é a disfunção do sistema nervoso central, gerada pela desidratação celular, que pode levar à laceração, hemorragia subaracnóidea e subcortical, e trombose dos seios venosos. Os sintomas são geralmente inespecíficos e incluem forte sensação de sede, fraqueza, náuseas, perda de apetite, agitação, delírio, espasmos musculares, estupor e coma. Os níveis normais de sódio no soro são de 135-145 mEq/litro (135-145 mmol/L). A hipernatremia é geralmente definida quando os níveis séricos de sódio são superiores a 145-150 mEq/L. Sintomas graves normalmente só ocorrem quando os níveis estão acima de 160 mEq/L.
O distúrbio é classificado como baixo, normal ou aumentado, a partir das causas e de acordo com o volume corporal total do paciente. A hipernatremia com baixo volume extracelular ocorre quando o paciente sofre perda de água pela transpiração, vômitos, diarreia, medicação diurética ou doença renal. A hipernatremia com volume extracelular normal pode ter como causas a febre, diminuição da sede, hiperventilação prolongada e diabetes insipidus, entre outras. A hipernatremia com volume extracelular aumentado pode ocorrer devido a hiperaldosteronismo, pela administração intravenosa excessiva de cloreto de sódio 0.9% ou bicarbonato de sódio hipertônicos em procedimentos de reanimação, afogamentos em água salgada, soluções de hiperalimentação e diálise. Pacientes com hipoproteinemia podem apresentar exames de dosagem de sódio falsamente elevados. O histórico do paciente é capaz de determinar as causas do distúrbio, mas exames laboratoriais complementares, como a dosagem de sódio na urina, podem elucidar quadros de causa desconhecida.
Se o quadro tem evolução de algumas horas, a correção rápida do desequilíbrio pode melhorar o prognóstico e evitar o risco de edema cerebral. A via preferencial para correção é a oral, por meio de sondas nasogástricas ou enterais. Caso não seja possível, deve-se realizar a administração intravenosa de soluções hipotônicas, como glicose a 5%, salina a 0,2% e salina a 0,45%. Pacientes com  diabetes insipidus central ou gestacional com quadro de hipernatremia podem receber desmopressina para controle da poliúria. Em pacientes com diabetes insipidus nefrogênico, recomenda-se, se possível, a suspensão da medicação e a administração de diuréticos tiazídicos e/ou anti-inflamatórios não esteroidais (AINEs). A hipernatremia afeta entre 0,3-1% das pessoas internadas em hospitais e acomete mais freqüentemente indivíduos muito jovens ou muito idosos e aqueles com problemas cognitivos.

## Causas
Geralmente é causada por falta de consumo de água gerando falta de água no sangue. Dentre as causas mais comuns estão:
- Desidratação por sudorese, vômitos ou diarreia, causada por infecção gastrointestinal;
- Desidratação causada por falta de reposição de água, em locais quentes e secos;
- Consumo excessivo de fluídos hipertônicos como refrigerantes, molhos salgados (como molho de soja) ou água salgada.
- Urinar excessivamente (poliúria), possivelmente por falta de hormônio antidiurético como na diabetes insípido, por diabetes mellitus ou por excesso de diuréticos;
- Problemas urinários, como um tumor prostático que gere obstrução das vias urinárias;
- Golpe de calor(insolação);
- Hemorragia interna ou externa, como por fístula ou trauma físico;
- Consumo excessivo de bicarbonato de sódio;
- Síndrome de Conn (hiperaldosteronismo).

## Prevalência
É mais comum em idosos, diabéticos, vítimas de queimaduras, pacientes em pós-operatório e em pacientes sofrendo com um estado alterado de consciência em que não podem buscar água.

## Sinais e sintomas
O efeito do excesso de sódio sobre o equilíbrio da osmose do plasma sanguíneo pode ser estimada pela seguinte fórmula:
Osmolalidade efetiva = 2 x sódio + glicose/18 + ureia/6
(normal = 270 a 290 mOsmL/kg)
Quando os níveis de sódio são maiores que 157 mEq/L, os primeiros sintomas são:
- Muita sede (polidipsia);
- Retenção de urina (oligúria);
- Fraqueza;
- Letargia;
- Irritabilidade;
- Sensibilidade neuromuscular;
- Inchaço (edema).

Em níveis maiores que 180mEq/L, possíveis complicações neurológicas e musculares que incluem tremores, espasmos, rompimento de neurônios, déficits neurológicos, convulsão e coma, sendo frequentemente fatal.

## Tratamento
A primeira medida é beber água com baixos níveis de sódio ou administrar soro fisiológico intravenoso, geralmente sendo suficiente para equilibrar a osmolaridade do organismo. O soro deve ser administrado lentamente, pois os neurônios fizeram o possível para adaptarem ao excesso de sódio e precisam de tempo para bombear o excesso de sódio de volta a matriz celular. Não respeitar esse tempo de adaptação causa edema cerebral, convulsão e rompimento dos neurônios, sendo possivelmente fatal. Após administrar a água e soro deve-se diagnosticar e tratar a causa primária da hiperosmolaridade.
Diuréticos de alça de Henle inibindo a reabsorção de sódio podem ser usados para aumentar a excreção de sódio na urina, caso não haja desidratação.